# Silenzio, si gira!
Silenzio, si gira! è un film del 1943 diretto da Carlo Campogalliani.

## Trama
Massimo Giuliani, un celebre e capriccioso tenore di mezz'età, corteggia Eva, una giovane e graziosa aspirante attrice. Per attirare l'interesse della ragazza, Giuliani la impone come protagonista femminile del suo prossimo film: un film, peraltro, concepito espressamente per permettere al tenore di cantare qualche aria d'opera e qualche nuova canzone. Nel frattempo un sosia di Giuliani visita le gioiellerie della città e ruba ogni volta un costoso orologio; credendo che si tratti del famoso tenore, i gioiellieri prendono contatto con Ciro Guidotti, il segretario di Giuliani, il quale, credendo anch'egli che il tenore sia affetto da cleptomania, paga la merce sottratta.
Il comportamento di Giuliani sul set cinematografico è arrogante e indisponente. Ostacola la produzione cinematografica, fa licenziare il truccatore, padre di otto figli, accusandolo di incompetenze. Il carattere del tenore peggiora allorché si accorge che Eva non è insensibile alla corte di Andrea Corsi, l'attor giovane. Infine, indispettito, sperando in tal modo di mandare a monte la produzione, parte improvvisamente per una vacanza e abbandona il set.
Chiamato da un commissario di polizia perché accompagni il suo datore di lavoro cleptomane, sorpreso a rubare l'ennesimo orologio, Ciro si accorge che la persona fermata non è Massimo Giuliani: il celebre tenore, infatti, odia il fumo, mentre lo pseudo-Giuliani è fumatore di sigari. Ciro non denuncia il sosia ladruncolo di Giuliani, ma lo costringe a girare il film spacciandosi per il tenore. Il ladruncolo è un uomo affabile e gentile, in grado di conquistare il rispetto e l'affetto di tutti coloro che lavorano alla buona riuscita del film. Il ladruncolo inoltre dichiara di guardare con simpatia all'idillio fra Eva e Andrea, e corteggia la zia di Eva. Massimo Giuliani, ospite in un albergo di montagna, legge su un quotidiano un articolo in cui si annuncia l'ultimo giro di manovella del film girato dal "noto tenore Giuliani". Ritornato in fretta e furia a Roma con propositi bellicosi, si placa allorché si rende conto della stima e dell'affetto che gli ha procurato la condotta del suo sosia, oltre ai vantaggi economici che gli ha procurato la condotta del suo segretario.

## Critica
Nella sua lunga carriera, Carlo Campogalliani sperimentò tutti i filoni popolari e per qualche tempo si dedicò alla direzione di film aventi per protagonisti cantanti lirici o di musica leggera. Nel caso dei grandi interpreti della lirica, si trattava di un genere ad hoc, ossia di film concepiti espressamente per permettere loro di cantare arie d'opera ma anche nuove canzoni, in questo caso del popolare compositore Cesare Andrea Bixio. In Silenzio, si gira!, Beniamino Gigli canta due arie («Mercè, mercé, cigno gentil», dal Lohengrin di Wagner, e «La donna è mobile» dal Rigoletto di Verdi) e tre canzoni («Piscatore 'e Pusilleco», «Dimmi tu primavera» e «Cinefollia», queste ultime due di De Torres-Bixio). Per il Morandini, Silenzio, si gira! è il tipico soggetto di un'epoca, diretto in modo cordiale da Carlo Campogalliani, «provetto barman del genere festoso».